# 涼花萌
涼花 萌（すずはな もえ、12月29日 - ）は、日本に在住する女性声優、アイドル。
デジタル声優アイドルグループ22/7の元メンバーである。

## 略歴
- 2016年
  - 12月24日 - 応募総数10,325名の中から[2]、22/7最終オーディションに合格。エントリーナンバーは20番。
- 2017年
  - 3月2日 - 「私たちの名付け親になってください」SHOWROOM配信で、名前を募集[3]。
  - 3月4日 - メンバー名発表SHOWROOM配信で、名前が「涼花萌」に決定[注 1]。
  - 5月14日 - 配役決定生電話SHOWROOM配信が行われたが、当時発表されたメインキャラクター8人の声優には選ばれなかった。
- 2018年
  - 9月20日 - デビュー1周年を記念した「22/7 計算中 Special Event」にて、担当キャラクターとして神木みかみが発表となる[4]。
  - 12月1日 - バラエティ番組「22/7 計算中」第21回より神木みかみとしての活動を開始した。
- 2024年
  - 8月31日 - ヒューリックホール東京にて行われた「涼花萌 卒業コンサート〜もえぴよ♡ぴよぴよWonderland♡のtea party♡〜」をもって22/7を卒業[5]。

## 人物
愛称は「もえちゃん」「もえぴよ」「もえぴ」。姉と弟がいる。鳥と桃とリカちゃん人形が好き。
妖精への憧れと声優・アイドル両方への憧れから22/7のオーディションに応募。オーディションに応募時は家族には相談しておらず、2次審査を通過し、3次審査を受けるために東京に行く時点で家族に報告したと明かしてる。また、22/7としてデビューした当初は同じグループであるにもかかわらず、自身にはキャラクターが割り当てられておらず、顔出しなどもなかった。そのため、メンバー全員で活動したいにもかかわらず、それができない状況であったためデビュー当初は苦悩していた。

## 出演

### テレビアニメ
- 青春ブタ野郎はバニーガール先輩の夢を見ない（2018年、岡﨑ほたる）※こまりまこ名義
- 22/7（2020年、神木みかみ[9]）

### テレビ番組
- 22/7 計算中（2018年7月7日 - 2024年3月30日、神木みかみ）
- 22/7 検算中（2021年1月9日 - 3月27日）
- 22/7 計算外（2024年4月20日 - 9月7日）

### ゲーム
- 22/7 音楽の時間（2020年、神木みかみ[10]）

### ラジオ
- 22/7 割り切れないラジオ（2017年4月23日 - 2018年7月1日、超!A&G+） - 不定期[11]
- 22/7 割り切れないラジオ+（2020年7月4日 - 2023年4月1日、超!A&G+） - 不定期
- キャッチ！（2021年12月30日 - 、エフエム滋賀） - 毎月第4木曜日

### インターネットテレビ
- 涼花萌の『もえぴよランドへようこそ』（2022年 - 、ニコニコチャンネルプラス「Voice Assort」）
- 涼花萌のもえぴよWonderland♡（2023年-、ニコニコチャンネル）

### その他
- アルバム『ずっと好きでした。presented by 胸キュンスカッと』TV-SPOT（2017年、実写出演・ナレーション）

## ディスコグラフィー

### キャラクターソング
| 発売日        | 商品名                                           | 歌                                                             | 楽曲                         | 備考                                                             |
| ------------- | ------------------------------------------------ | -------------------------------------------------------------- | ---------------------------- | ---------------------------------------------------------------- |
| 2018年10月3日 | 不可思議のカルテ                                 | スイートバレット                                               | 「BABY!」                    | テレビアニメ『青春ブタ野郎はバニーガール先輩の夢を見ない』挿入歌 |
| 2020年9月16日 | 「22/7」Blu-ray & DVD Vol.2 完全生産限定版特典CD | 神木みかみ（涼花萌）、東条悠希（高辻麗）、柊つぼみ（武田愛奈） | 「神様に指を差された僕たち」 | テレビアニメ『22/7』エンディングテーマ                           |

### ユニットメンバー
1. ↑  豊浜のどか（内田真礼）、広川卯月（雨宮天）、安濃八重（うらのねこ）、中郷蘭子（こまりまこ）、岡崎ほたる（いちいちご）